# Bomal
Bomal är en ort i Belgien.   Den ligger i provinsen Luxemburg och regionen Vallonien, i den sydöstra delen av landet, 100 km sydost om huvudstaden Bryssel. Bomal ligger 133 meter över havet och antalet invånare är 1 100.
Terrängen runt Bomal är platt åt nordväst, men åt sydost är den kuperad. Bomal ligger nere i en dal. Närmaste större samhälle är Durbuy, 5,4 km sydväst om Bomal. 
I omgivningarna runt Bomal växer i huvudsak blandskog. Runt Bomal är det ganska tätbefolkat, med 65 invånare per kvadratkilometer.